# Andreas Samaris
Andreas Samaris (Græsk: Ανδρέας Σάμαρης, født 13. juni 1989 i Patras, Grækenland) er en græsk fodboldspiller (central midtbane). Han spiller for Benfica i Portugal.
Samaris står (pr. april 2018) noteret for 32 kampe for Grækenlands landshold, som han debuterede for 15. oktober 2013 i en VM-kvalifikationskamp på hjemmebane mod Liechtenstein. Han blev udtaget til landets trup til VM i 2014 i Brasilien.